# Volksblatt (ÖVP)
Das Volksblatt war eine österreichweite Tageszeitung und Parteiorgan der Österreichischen Volkspartei (ÖVP).
Die Zeitung war der großformatige Nachfolger des Kleinen Volksblattes. Dieses erschien erstmals am 27. Jänner 1929 mit der Christlichsozialen Partei als Herausgeber und bildete ein Gegenstück zum Kleinen Blatt der SPÖ. Nach dem Anschluss im Jahr 1938 wurde es mit den NS-Zeitungen gleichgeschaltet und am 31. August 1944 in die Kleine Wiener Kriegszeitung eingegliedert. Am 5. August 1945 wurde sie neu gegründet und diente bis zum Juli 1947 als Zentralorgan der ÖVP. Ab dem 2. Oktober 1962 erschien sie im Großformat unter dem Namen Volksblatt. Im Zuge des allgemeinen Niedergangs der Parteizeitungen verlor das Volksblatt viele Leser, so dass es am 15. November 1970 eingestellt werden musste.
Die Auflagen betrugen 1935 120.000 Stück, 1958 125.000 Stück und 1970 nur mehr 50.000 Stück.